# Droga krajowa B36 (Niemcy)
Droga krajowa 36 (niem. Bundesstraße 36, B 36) – niemiecka droga krajowa przebiegająca  na osi północ południe od skrzyżowania z drogą B38 w Mannheim do skrzyżowania z drogą B3 w Rastatt w Badenii Wirtembergii.

## Miejscowości leżące przy B36
Mannheim, Schwetzingen, Hockenheim, Neulußheim, Oberhausen, Waghäusel, Graben-Neudorf, Linkenheim, Eggenstein, Karlsruhe, Rheinstetten, Durmersheim, Bietigheim, Ötigheim, Rastatt, Iffezheim, Hügelsheim, Stollhofen, Lichtenau, Scherzheim, Memprechtshofen, Rheinau, Rheinbisschofsheim, Hohbühn, Linx, Bodersweier, Kehl, Merlen, Goldscheuer, Altenheim, Neuried, Ichenheim, Lahr/Schwarzwald.

## Historia
W 1737 r. powstały pierwsze odcinki drogi utwardzonej na trasie dzisiejszej B36. W kolejnych latach XVIII wieku rozbudowywano kolejne fragmenty, Rastatt-Mühlburg (1769–1772), Graben-Neudorf (1780–1781). W 1814 ukończono drogę pomiędzy Karlsruhe i Mannheimem.
W 1901 r. część z Mannheimu do Kehl oznakowano jako Badeńska droga krajowa nr 2, a w 1937 r. na całej długości jako Reichsstraße 36.
W 1963 r. ukończono budowę drogi o dzisiejszym przebiegu.

## Linki zewnętrzne

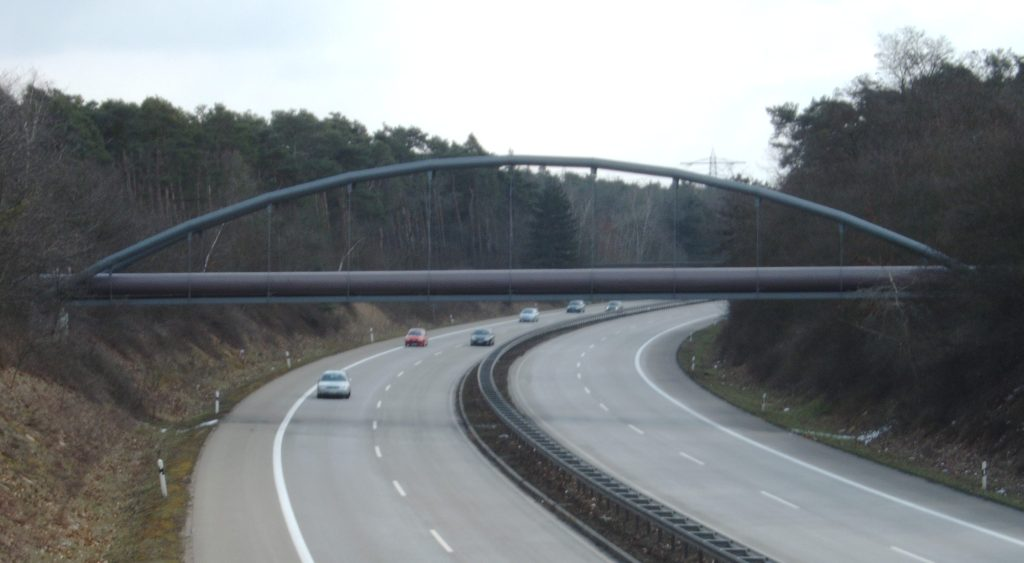
B36 w Mannheim